# Hurikán Matthew
Hurikán Matthew byla silná tropická cyklóna nad Atlantským oceánem. Šlo o třináctou pojmenovávanou bouři, pátý hurikán a druhý velký hurikán hurikánové sezóny v roce 2016. Během své cesty napříč západním Atlantikem způsobil Matthew destrukci a katastrofické ztráty na životech. Zasáhl části Haiti, Kuby, Dominikánské republiky, Bahamy a jihovýchod USA a kanadské Pobřežní provincie. Celkem si bouře vyžádala 603 mrtvých, včetně 546 na Haiti, 49 v USA, 4 na Kubě, 4 v Dominikánské republice, 1 v Kolumbii a 1 na Svatém Vincenci a Grenadiny, což z něj dělá nejsmrtonosnější hurikán od Hurikánu Stan, který v roce 2005 zabil 1600 lidí ve středním Mexiku. Bouře způsobila škody za 15 miliard dolarů což z ní dělá nejničivější bouří od Hurikánu Sandy v roce 2012.
Hurikán Matthew se zformoval 29. září z vlny teplého vzduchu pocházející od afrického pobřeží, v níž se při pohybu na západ východně od Závětrných ostrovů zformovala tropická bouře, která o den později 29. září zesílila v hurikán velmi rychle dosahující 5. kategorie. Hurikán následně zasáhl Jamajku, Haiti, Kubu, Dominikánskou republiku a Bahamy. Předpovědní modely předpokládají, že hurikán zasáhne východní pobřeží USA, včetně Floridy, Georgie, Jižní Karolíny a Severní Karolíny.
Hurikán měl na svědomí škody v hodnotě přibližně $16.47 miliard, společně s výpadkem elektřiny, který v USA zasáhl přes milion lidí.

## Oběti v zasažených zemích
| Země                      | Oběti |
| ------------------------- | ----- |
| Haiti                     | 546   |
| Spojené státy americké    | 47    |
| Dominikánská republika    | 4     |
| Kuba                      | 4     |
| Kolumbie                  | 1     |
| Svatý Vincenc a Grenadiny | 1     |
| Celkem                    | 603   |